# 長上駅
長上駅（チャンサンえき）は朝鮮民主主義人民共和国平安南道徳川市にある、朝鮮民主主義人民共和国鉄道省長上線の駅。

## 歴史
- 1946年：開業。

## 隣の駅
朝鮮民主主義人民共和国鉄道省
長上線
郷元駅 - 長上駅